# Corrigan Lake, Sudbury
Corrigan Lake är en sjö i Kanada.   Den ligger i distriktet Sudbury och provinsen Ontario, i den sydöstra delen av landet, 600 km väster om huvudstaden Ottawa. Corrigan Lake ligger 435 meter över havet. Arean är 0,42 kvadratkilometer. Den ligger vid sjön Puswawa Lake. Den sträcker sig 0,7 kilometer i nord-sydlig riktning, och 0,8 kilometer i öst-västlig riktning.
I omgivningarna runt Corrigan Lake växer i huvudsak blandskog. Trakten runt Corrigan Lake är nära nog obefolkad, med mindre än två invånare per kvadratkilometer.